# Calotelea striola
Calotelea striola är en stekelart som beskrevs av Kononova 2000. Calotelea striola ingår i släktet Calotelea och familjen Scelionidae. Inga underarter finns listade.